# Кудабас
Кудабас (каз. Құдабас) — упразднённое село в Енбекшильдерском районе Акмолинской области Казахстана.  Входило в состав Валихановского сельского округа. Код КАТО — 114545680.

## География
Село располагалось в восточной части района, на расстоянии примерно 68 километров (по прямой) к юго-востоку от административного центра района — города Степняк, в 20 километрах к югу от административного центра сельского округа — села Валиханово.
Абсолютная высота — 251 метров над уровнем моря
Ближайшие населённые пункты: село Кырыккудык — на юге.

## История
Постановлением акимата Акмолинской области от 13 декабря 2019 года № А-12/623 и решением Акмолинского областного маслихата от 13 декабря 2019 года № 6С-40-9 село Кудабас было переведено в категорию иных поселений и включено в состав села Валиханово.

## Население
В 1989 году население села составляло 810 человек (из них казахи — 100 %).
В 1999 году население села составляло 231 человек (122 мужчины и 109 женщин). По данным переписи 2009 года, в селе проживало 95 человек (53 мужчины и 42 женщины).
| Численность населения | Численность населения | Численность населения |
| 1989                  | 1999                  | 2009                  |
| --------------------- | --------------------- | --------------------- |
| 810                   | ↘231                  | ↘95                   |